# Dieter Runkel

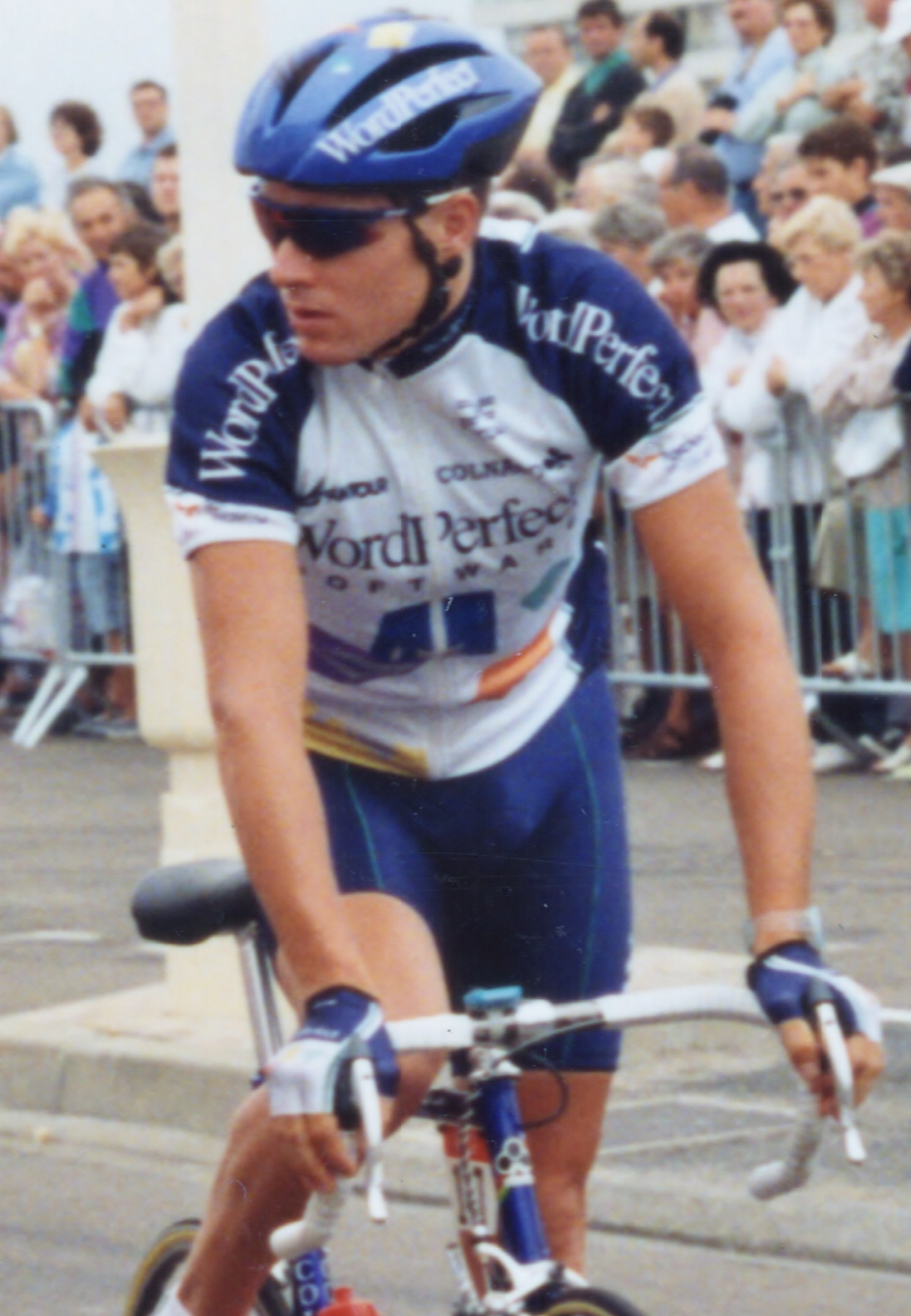
Dieter Runkel

Dieter Runkel (* 21. Dezember 1966 in Obergösgen) ist ein ehemaliger Schweizer Radrennfahrer und Weltmeister im Radsport.

## Sportliche Laufbahn
Runkel war im Strassenradsport und im Querfeldeinrennen (heutige Bezeichnung Cyclocross) erfolgreich.
Im Cyclocross wurde er 1995 Weltmeister vor Richard Groenendaal. Zuvor war er 1992 bei den Amateuren hinter Daniele Pontoni als Zweiter des Weltmeisterschaftsrennens ins Ziel gekommen. Auch sonst platzierte er sich häufiger unter den besten zehn: Bei den Amateuren wurde er 1988 7. und 1990 9., in der Elite 1996 7. 1997 9. und 1998 7. der Weltmeisterschaftsrennen. Die Schweizer Radquer-Meisterschaften gewann er 1992 (Amateure), 1995 und 1996 (Profis).
Im Strassenradsport siegte er 1992 im Etappenrennen um den Grand Prix Guillaume Tell, wobei er einen Tagesabschnitt gewann. 1995 siegte er im Bergrennen Chur–Arosa. Von 1993 bis 1997 war er Berufsfahrer, er begann seine Profikarriere im Radsportteam WordPerfect. In der Tour de France 1993 belegte er den 131. Rang im Endklassement.